# Ocotillo
Ocotillo és una concentració de població designada pel cens dels Estats Units a l'estat de Califòrnia. Segons el cens del 2000 tenia 296 habitants.

## Demografia
Segons el cens del 2000, Ocotillo tenia 296 habitants, 145 habitatges, i 79 famílies. La densitat de població era de 12,9 habitants/km².
Dels 145 habitatges en un 22,8% hi vivien nens de menys de 18 anys, en un 44,8% hi vivien parelles casades, en un 8,3% dones solteres, i en un 45,5% no eren unitats familiars. En el 42,1% dels habitatges hi vivien persones soles el 22,1% de les quals corresponia a persones de 65 anys o més que vivien soles. El nombre mitjà de persones vivint en cada habitatge era de 2,04 i el nombre mitjà de persones que vivien en cada família era de 2,78.
Per edats la població es repartia de la següent manera: un 21,6% tenia menys de 18 anys, un 3,7% entre 18 i 24, un 18,9% entre 25 i 44, un 32,1% de 45 a 60 i un 23,6% 65 anys o més.
L'edat mediana era de 48 anys. Per cada 100 dones de 18 o més anys hi havia 100 homes.
La renda mediana per habitatge era de 23.438 $ i la renda mediana per família de 43.125 $. Els homes tenien una renda mediana de 24.196 $ mentre que les dones 55.556 $. La renda per capita de la població era de 14.849 $. Cap de les famílies i el 16,6% de la població estaven per davall del llindar de pobresa.

## Poblacions més properes
El següent diagrama mostra les poblacions més properes.